# Nacionello Stadion
Nacionello Stadion is een voetbalstadion in Houttuin, Wanica District, Suriname. Het is de thuisbasis van Nacional Deva Boys. Het stadion werd gebouwd in 2003 en biedt plaats aan 1500 mensen. 
Het Nacionello Stadion bevindt zich in Houttuin, Wanica District aan de Tout Lui Fautkanaalweg 7 als onderdeel van het Sportcomplex Nacionello. 

## Geschiedenis
Het stadion werd opgericht door de Stichting Nacionello Beheer en gefinancierd door Hermant Bobby Jaikaran, jr., de voormalige voorzitter van de Surinaamse voetbalclub FCS Nacional. Het stadion werd geopend op 11 januari 2003. Naast het hoofdveld en het stadion zijn er twee extra velden op het terrein als onderdeel van het sportcomplex. Het pand is gekocht en ontwikkeld door de Stichting Nacionello Beheer, zonder de hulp van een van de nationale sportverenigingen in het land.

## Sportpark
Het Nacionello Sportpark werd in 2018 van naam gewijzigd in Hemant Jaikaran Sportpark. De naamgever, Hemant Jaikaran, startte hier in hetzelfde jaar de Nacional Soccer Academy Suriname.
Het park beschikt over meerdere voetbalvelden, kantoorruimtes en een kantine. Er is in 2021 een uitbreiding gepland met slaapvertrekken, skyboxen, een ballroom en een restaurant.